# エドゥアルド・ヘゲル
エドゥアルド・ヘゲル（スロバキア語: Eduard Heger、1976年5月3日 - ）は、スロバキアの政治家。元首相。
イゴール・マトビッチ内閣で、副首相兼財務相を務めた。反汚職の中道右派政党・普通の人々と独立した人格 (OĽaNO) 所属。

## 経歴
1999年、ブラチスラヴァ経済大学経済学部の5年制課程を修了後、スロバキア企業インターコンプ・アイメックス社の本部長補佐として、浴室用品の製造に従事した。1998年から1999年にはブラチスラヴァの外食グループ、コフーティク社にマネージャーとして、1999年から2000年にはEBI社に営業マネージャーとして勤めた。2001年から2005年にはアメリカ合衆国のキュービック・アプリケーション社のジュニア・コンサルタントとして、スロバキア国防省に助言などを行った。2007年から2016年には、スロバキアのウォッカメーカーであるオールド・ナッソー社のマネージャーとして米国に駐在した。
2016年の総選挙に、反汚職を掲げる政党・普通の人々と独立した人格(OĽaNO) から候補者名簿24位で立候補。15000票以上の個人票を集め、10位で当選した。国会ではOĽaNOの院内総務となったほか、軍事情報管理委員会と経済外交委員会の委員長を務め、当時の第三次ロベルト・フィツォ内閣を激しく糾弾した。173本の法案を提出し、680回の国会演説を行ったことで、全議員中2番目に活動的と評価された。野党からなる「影の内閣」の財務相でもあったため、財政健全化計画を起草し、官僚主義と戦うための一連の方策を提案した。複数の反汚職・反政府運動にも参加ないし組織した。
2020年にイゴール・マトビッチ内閣が発足すると副首相兼財務相に抜てきされた。マトビッチの辞任後、2021年4月1日、首相に指名された。2022年9月6日に自由と連帯が連立政権を離脱したことで少数与党に転落。12月15日、 国民議会はヘゲル政権に対する不信任決議を賛成78、反対20票で可決した。その後は新たな連立政権の枠組みを模索したが、2023年1月17日には新たに過半数を確保した政権を樹立することを諦め、2024年2月までに予定されている議会総選挙の繰り上げ実施を要求した。5月に入りサミュエル・ヴルチャン農相やラスティスラフ・カーチェル外相が相次いで辞任表明したことを受け、5月7日に首相からの辞任を表明した。

## 人物
妻ルツィアとのあいだに4人の子どもがいる。熱心なカトリック教徒で、休みの日などに教会活動に参加している。かつては無神論者だったが、1999年の父の死を機に入信した。

## ギャラリー
- ウクライナのウォロディミル・ゼレンスキー大統領と（2021年8月23日）
- 2022年4月8日、ウルズラ・フォン・デア・ライエン欧州委員会委員長、ジョセップ・ボレル欧州連合外務・安全保障政策上級代表とともにウクライナを訪問。虐殺のあったキエフ近郊のブチャを視察した[10][11]。
- フィンランドのサンナ・マリン首相と（2022年11月10日）
- ロベルタ・メツォラ欧州議会議長と（2022年12月2日）